# Писаревка (Золочевский район)
Писаревка (укр. Писарівка) — село, Писаревский сельский совет, Золочевский район, Харьковская область, Украина.
Код КОАТУУ — 6322685001. Население по переписи 2001 года составляет 826 (396/430 м/ж) человек.
Является административным центром Писаревского сельского совета, в который, кроме того, входят сёла Гурьев, Лемещино, Малыжино, Мерло, Морозова Долина и Рясное.

## Географическое положение
Село Писаревка находится на расстоянии 22 км от райцентра Золочев на берегу реки Мерла (в основном на правом берегу), выше по течению на расстоянии в 3,5 км расположено село Рясное, ниже по течению на расстоянии в 4 км — село Малыжино. На реке большая запруда.

## История
- конец XVII ст. — дата основания села[1] Село основано ссыльными православными монахами[5].
- 1867 — в селе Малая Писаревка 237 дворов; в ней было шесть ветряных мельниц[6] и урочище Заповедный лес.[7]
- В 1940 году, перед ВОВ, в селе Малая Писаревка, располагавшемся на правом, западном берегу реки Мерла, было 524 двора, два озера, православная церковь, сельсовет, шесть ветряных мельниц.[8]
- После ВОВ Малая Писаревка была объединена с соседними хуторами и переименована в Писаревку.
- 1966 — население 1179 человек; в селе имелись восьмилетняя школа, две библиотеки, клуб, больница на 25 коек, колхоз имени красного полководца РККА Михаила Васильевича Фрунзе с 4507 га земли.[4]
- При СССР в селе были организованы и работали колхоз имени Фрунзе, центральная усадьба которого находилась здесь; автоматическая телефонная станция, больница, почтовое отделение связи, сельсовет, школа.[9]

## Экономика
- Молочно-товарная ферма, машинно-тракторные мастерские.
- Сельскохозяйственный ПК им. Фрунзе.
- Агапов Л. М., фермерское хозяйство.

## Объекты социальной сферы
- Этнографический музей «Украинская слобода».
- Писаревский клуб[10].

## Религия
- Церковь Покрова Пресвятой Богородицы[11].